# Lista caselor de discuri: R-Z
Aceasta este lista caselor de discuri notabile, denumirile cărora încep cu: 

## R
- R&S Records
- Racetrack Records
- Rabid Records
- Radar Records
- Radiant Future Records
- Radiant Records
- Radiex Records
- Radikal Records
- Radioactive Records
- Ragged Flag
- Ragnarock
- Rainbow Records
- Rainy Day Records
- Rajon Music Group
- Rak Records
- Ralph Records
- Ram Records (UK)
- Ram Records (US)
- Rama Records
- RandM Records
- Random Disc Records
- Range Life Records
- Ranwood Records
- Rap-a-Lot Records
- RAS Records
- Rasa Music
- Raster-Noton
- Raven Records
- Ravenous Records
- RaveOn Records
- Raw Elements
- Raw Energy Records
- Rawkus Records
- Raymac Records
- Razor & Tie
- Razzia Records
- RCA Camden
- RCA/Jive Label Group
- RCA Records
- RCA Red Seal Records
- RCA Victrola
- React Music Limited
- Reaction Records
- Ready Records
- Real Talk Entertainment
- Real World Records
- Rebel Records
- Rebelle Records
- Rebelles Européens
- Recess Records
- Recommended Records
- Re-Constriction Records
- Recorse Records
- RecRec Music
- Red Bird Records
- Red Eye Records
- Red Girl Records
- Red Hammer Records
- Red Hot Records
- Red House Records
- Red Melon Records
- Red Pajamas Records
- Red Robin Records
- Red Rooster Records
- Red Star Records
- Redline Records
- Reel Life Productions
- Reflective Records
- Reflex/Wolfpack Records
- Refuge Records
- Regain Records
- Regal Records (1914) (U.K.)
- Regal Records (1920) (Spain)
- Regal Records (1921) (U.S.)
- Regal Records (1949) (U.S.)
- Regal Zonophone Records
- Regency Records
- Regent Records (UK)
- Regent Records (US)
- Regular Beat Recording Co.
- Rejoice Records
- Rekords Rekords
- Relapse Records
- Relativity Records
- Releasing Eskimo
- Relentless Records
- Relevant Label Group
- Remedy Records (UK)
- Remedy Records (US)
- Remington Records
- Remington-Morse Records
- Remote Control Records
- Renaissance
- Renaissance Recordings
- Renegade Hardware
- Repeat Records
- Repertoire Records
- Rephlex Records
- Reprise Records
- Republic Records
- Resipiscent
- Resist Music
- Resistance Records
- Resonance Records
- Respect Records
- Restless Records
- Rethink
- Retroactive Records
- Reunion Records
- Re-Up Records
- Reveal Records Label
- Revelation Records
- Revenant Records
- Reverberation
- Reverb Records
- Revival Records
- Rev-Ola Records
- Revolution Records
- R.E.X. Records
- Rex Records (1912) (U.S.)
- Rex Records (1933) (U.K.)
- Rex Records (2001) (U.K.)
- RFUGrey
- Rhino Entertainment
- Rhymesayers Entertainment
- Rhythm King
- Rhythm Zone
- Rice Music
- Righteous Babe Records
- Rikos Records
- Riot Boy Records
- Riot City Records
- Ripete Records
- Rise Above Records
- Rise Records
- Rising Tide Records
- Riva Records
- Riverside Records
- River Jones Music
- RKO/Unique Records
- RMM Records & Video
- Roadrunner Records
- Robber Baron Music
- Robbins Entertainment
- Robot Needs Home
- Robotic Empire
- Rob's House Records
- Rob's Records
- Roc-A-Fella Records
- Rock Action Records
- Rock Bottom Entertainment
- Rock Records
- Rocket Girl
- Rock Ridge Music
- Rocketown Records
- Rocket Records
- Rockland Records
- Rock-O-Rama
- Roc-La-Familia
- Roc Nation
- Rodven Records
- ROIR
- Rolling Stones Records
- Romeo Records
- Romophone
- Ron Johnson Records
- rooArt
- Roomful of Sky Records
- Roost Records
- Rooster Blues
- Ropeadope Records
- Rostrum Records
- Rotana
- Rotorelief
- Rotters Golf Club
- Rough Trade Records
- Roulé
- Roulette Records
- Rounder Records
- Route 66 Records
- Rowdy Records
- Roxy Recordings
- Royal Empire Records
- Royalty Records
- RPM Records (United Kingdom)
- RPM Records (United States)
- RRO Entertainment
- RRRecords
- RS Music
- RSO Records
- Rubber Jungle Records
- Rubric Records
- Ruby Records
- Rude Records
- Ruf Records
- Ruff Ryders Entertainment
- Ruffhouse Records
- RuffNation Records
- Rune Grammofon
- Ruptured Ambitions Records
- Rushmore Records
- Russell Simmons Music Group
- Rust Nashville
- Ruthless Records
- Ruthless Records (Chicago)
- Rykodisc

## S
- S-Curve Records
- S. Carter Records
- S2S Pte. Ltd.
- S2 Records
- Sabre Records
- Sacred Records
- Sacred Bones Records
- Saddle Creek Records
- Sain
- Saja Records
- Salsoul Records
- Salted Music
- Samadhi Sound
- Sanctuary Records
- Sandy Records
- Santorin
- Sappy Records
- SAR Records
- Sarah Records
- Sarathan Records
- Saravah
- Sargent House
- Satellite Records
- Savannah Records
- Savoy Records
- Savvy Records
- Saw Recordings
- SBK Records
- Scantraxx Recordz
- Scared Records
- Scarlet Records
- Scat Records
- Scepter Records
- Schematic Records
- Schirmer Records
- Schism Records
- SCI Fidelity Records
- Science Friction
- Scion Audio/Visual
- Scitron
- Scotti Brothers Records
- Scratchie Records
- Screwgun Records
- Season of Mist
- Secret Records
- Secret City Records
- Secretly Canadian
- Secrets of Sound
- Sedimental
- See For Miles Records
- See Thru Broadcasting
- Seed Records
- Seeland Records
- Selectric Records
- Self Immolation
- Sequel Records
- Seraphim Records
- Serious Business Records
- Seriously Groovy
- Serjical Strike Records
- Service
- Setanta Records
- Seventh Level Records
- Seventh Rule Recordings
- Severn Records
- Sex Tags Mania
- Sh-K-Boom Records
- Shadow Records
- Shady Records
- Shanachie Records
- Sheeba Records
- Sheer Music
- Sheer Sound
- Shelflife Records
- Shelter Records
- Shifty Records (South Africa)
- Shifty Records (USA)
- Shimmy Disc
- Shinkansen Records
- Shitkatapult
- Sho'nuff Records
- Shock Records
- Shoreline Records
- Shout Records
- Show Dog Nashville
- Shrapnel Records
- Shrimper Records
- Sic Squared Records
- Sick Room Records
- SideCho Records
- SideOneDummy Records
- Side One Recordings
- Sidewalk Records
- Sigma Editions
- Signal 21 Records
- Signature Records
- Signature Sounds Recordings
- Silas Records
- Silence Records
- Silent Records
- Silent Storm Records
- Silkheart Records
- Silkroute Records Ltd
- Silver Planet
- Silvertone Records (1905) (U.S.)
- Silvertone Records (Selfridges) (U.K.)
- Silvertone Records (1980) (U.K.)
- Simian Records
- Sims Records
- Sink and Stove Records
- Sire London Records
- Sire Records
- Sister Benten Online
- Situation Two
- Six Degrees Records
- Six Shooter Records
- Sixsevenine
- sixstepsrecords
- Size
- Ska Satellite Records
- Skam Records
- Skeleton Crew
- Skin Graft Records
- Skint Records
- Skipping Beats
- Skirl Records
- Skunk Records
- Sky Records
- Sky and Trees Records
- Skybucket Records
- Skylite
- Slampt
- Slash Records
- Slave Pit Records
- Sledgehammer Blues
- Sleep It Off Records
- Sleeping Bag Records
- Sling Slang Records
- Siltbreeze
- Slowdance Records
- Slowdime Records
- SM Entertainment
- Small Brain Records
- Small Stone Records
- Small Wonder Records
- Smallman Records
- Smalltown America
- Smalltown Superjazzz
- Smalltown Supersound
- Smash Records
- Smells Like Records
- Smith 7
- Smithsonian Folkways Recordings
- Smoke-A-Lot Records
- Smorgasbord Records
- Snakes & Ladders Records
- Snapper Music
- Sniper Records
- So So Def Recordings
- The Social Registry
- Socialist Roots Sound System
- Society Recordings
- Softdrive Records
- SOLAR Records
- Soleilmoon
- Solid Rock Records
- Solid State Records (Christian metal label)
- Solid State Records (Jazz label)
- Solitary Man Records
- Some Bizzare Records
- Some Records
- Somnimage
- SonaBLAST! Records
- Sonar Kollektiv
- Song Bird Records
- Sonic Belligeranza
- Sonic Enemy
- Sonic Past Music
- Sonic Unyon Recording Company
- Sonic Wave America
- Sonic Youth Recordings
- Sonic360 Records
- Sons Ltd. (The Soul of North Staffs Records)
- Sony BMG
- Sony BMG Masterworks
- Sony Classical Records
- Sony Music Entertainment
- Sony Music Entertainment Japan
- Sony Music Special Products
- Sony Records
- Sony Wonder
- Sordide Sentimental
- Soul City Records
- Soul Jazz Records
- Soulfuric Recordings
- Soulseek Records
- Sound Circus
- Sound Document
- Sound Of Gospel
- Sound Riot Records
- Sound Stage 7
- Sound System Records
- Sounds Are Active
- South Indies
- Southern Empire Records
- Southern Fried Records
- Southern Lord Records
- Southern Records
- Southern Studios
- Southland Records
- Spaghetti Records
- Spalax
- Spare Me Records
- Spark Records
- Sparrow Records
- Sparrowheart Music
- Speed Label
- Specialty Records
- Spectra Records
- Spectral Sound
- Spiderleg Records
- Spinalonga Records
- spinART Records
- Spinefarm Records
- Spinnin Records
- Spirit Zone Records
- Spit Shine Records
- Spitfire Records
- Spivey Records
- Split Femur Recordings
- Spooky Records
- Spoon Records
- Spotlite Records
- Spring Hill Music Group
- Springman Records
- Spun Records
- SPV GmbH
- Squint Entertainment
- SRC Records
- SST Records
- Staalplaat
- Stage Door Records
- Stain Studio
- Stainless Audio Works
- Stamps-Baxter Music Company
- Stand Up! Records
- Standard Talking Machine Company
- Standard Recording Company
- StandBy Records
- Star Recordings
- Star Records
- Star Song Communications
- Star Trak Entertainment
- Starday Records
- Stardust Promotion
- Starkland
- Starr Records
- Starship Entertainment
- Starstream Records
- Startime International
- States Records
- Stateside Records
- Static Caravan Recordings
- Stax Records
- STC Recordings
- Steady Cam Records
- Stealth Records
- Steed Records
- Steelpride Records
- Steel Tiger Records
- Steeltown Records
- Steelwork Maschine
- Step One Records
- Stereolaffs
- Stereotype Records
- Sterile Records
- Sterling Records (US)
- Sterling Records (Sweden)
- Sterno Records
- St. George Records
- Stickfigure Records
- Stiff Records
- Stigmata
- Stillborn Records
- Stockfisch Records
- Stockholm Records
- Stomp Records
- Stone Records
- Stone'd Records
- Stones Throw Records
- Stony Plain Records
- Storch Music Company
- Storyville Records
- Storyville Records (George Wein's)
- Straight Records
- StraightOn Recordings
- Strange Attractors Audio House
- Strange Famous Records
- Strange Fruit Records
- Strange Music
- Strange Ways
- Strata-East Records
- Streetsweepers Entertainment
- Strictly Rhythm
- Studio014 Entertainment
- Studio !K7
- Studio One
- Studioseven Recordings
- Stunt Records
- Suave House Records
- Sub•Lime Records
- Sub City Records
- Sub Pop
- Sub Rosa
- Sub Verse Records
- Subconscious Communications
- subconscious music
- Sublight Records
- Sublime Frequencies
- Subliminal
- Sublogic Corporation
- Submerged Records
- Subplate Records
- Subterranean Records
- Subtitles Recordings
- Suburban Base
- Suburban Home Records
- Suburban Noize Records
- Suburban Records
- Suburban Sprawl Music
- Such-A-Punch Media
- Suckapunch Records
- Sudden Death Records
- Sue Records
- Sugar Hill Records (bluegrass)
- Sugar Hill Records (rap)
- Suleputer
- Sumerian Records
- Summersteps Records
- Summit Records
- Sumthing Distribution
- Sun Records
- Suncity Records
- Sundazed Records
- Sunflower Records
- Sunset Records
- Sunset Alliance
- Sunshine Records (USA)
- Sunshine Records (Australia)
- Suntrip Records
- Super Records
- Supernal Music
- Supersoul Records
- Supertone Records
- Supraphon
- Supreme Records
- Surfdog Records
- Surprise Attack Records
- Surprise Records
- Survivor Records
- Surrism-Phonoethics
- Sussex Records
- Sutemos
- Suzy
- SVR Producciones
- Swallow Records
- Swami Records
- Swan Records (Philadelphia, PA)
- Swan Records (jazz label)
- Swan Song Records
- Sweet Lucy Records
- Swing Time Records
- Swishahouse
- Sword Records
- Sympathy for the Record Industry
- Synaptic Plastic
- Synesthetic Recordings
- Synthetic Sounds
- System Recordings
- Sähkö Recordings

## T
- T.A. Music
- Taang! Records
- Table of the Elements
- Tabu Recordings
- Tabu Records
- TAG Recordings
- Take Fo' Records
- Takeover Records
- Takoma Records
- Talos Records
- Tamla Records
- Tangerine Records (1963) (U.S.)
- Tangerine Records (1990) (U.K.)
- Tangerine Records (1992) (U.K.)
- TANZA (New Zealand)
- Tapete Records
- Tara Music label
- Tarantulas Records
- Tarantura
- Taste Media
- Tayster and Rojac Records
- TCR
- TDRS Music
- Tea Pot Records
- Team Love
- Tee Pee Records
- Tee Productions
- Tee Records
- Teem Records
- Teenage USA Recordings
- TeenBeat Records
- Teichiku Records
- Telarc International Corporation
- Teldec Record Service
- Telegraph Records
- Teleprompt Records
- Tellus Audio Cassette Magazine
- Telstar Records
- Tempa
- Temple Records (1978 UK label)
- Temple Records (1984 UK label)
- Temple US Records
- Tempo Records (US)
- Tempo Records (UK)
- Temporary Residence Limited
- Ten12 Records
- Tennessee Records
- Tent Show
- Terror Squad
- Tesco Organisation
- Testament Records (UK)
- Testament Records (USA)
- Test Tube Records
- Tetragrammaton Records
- Tetrapod Spools
- Texas Hotel Records
- TFR Records
- Thee Sheffield Phonographic Corporation
- The Mylene Sheath
- The Noise Company
- The Rocket Record Company
- Threespheres
- Thick Records
- Thinner
- Third Man Records
- Thirsty Ear Recordings
- This Is Art Recordings
- Thizz Entertainment
- Three Gut Records
- Three One G
- Threshold House
- Threshold Records
- Thrill Jockey
- Throne Records
- ThugLine Records
- Thump Records
- Tiara Records
- Tico Records
- Tiger Lily Records
- Tiger Style Records
- Tigerbeat6
- Tigersushi Records
- Tigertrap Records
- Timberyard Records
- Time Bomb Recordings
- Time-Lag Records
- Time–Life
- Timmi-kat ReCoRDS
- Tino Corp.
- Tiny Evil Records
- Tirk Records
- Titanic Records
- TK Records
- T-Neck Records
- Toast Hawaii
- Todamerica Records
- Toes in the Sand Recordings
- Tofu Records
- Tokuma Shoten
- Tokyo Dawn Records
- Tollie Records
- Tomato Head Records
- Tombstone Records
- Tomlab
- Tommy Boy Records
- Too Pure
- Tooth & Nail Records
- Top of the Hill Recordings
- Top Rank Records
- TopTen
- Topic Records
- Toshiba-EMI
- Tôt ou tard
- Touch and Go Records
- Touch Records
- Tough Cookie
- Tower Records
- Track Records
- Trademark of Quality
- Tradition Records
- Trance Syndicate
- Trancelucent Productions
- Transatlantic Records
- Trans Continental Records
- Transcopic Records
- Transgressive Records
- Transmat
- Transmission Communications
- Trash Aesthetics
- Trash Art!
- Trattoria Records
- Traum Schallplatten
- Trauma Records
- Trax Records
- Tres Records
- Trekky Records
- trend is dead! records
- Trend Records
- Trensmat Records
- Trente Oiseaux
- Tresor
- Tr1be Records
- Trial & Error Records
- Tribe Records (NO)
- Tribe Records
- La Tribu
- Tribute Records
- Trickdisc Recordings
- Trifekta
- Trikont
- Trill Entertainment
- Triple Crown Records
- Triumph Records (US)
- Triumph Records (UK)
- Trix Records
- Trojan Records
- Troubleman Unlimited Records
- Trout Music
- Tru 'Dat' Entertainment
- Tru Thoughts
- Truck Records
- True North Records
- True Playaz
- True Tone Records
- Truesoul Records
- Trumpet Records
- Trumpet Swan Productions
- Trunk Records
- Trust in Trance Records
- Trustkill Records
- Try Me Records
- Tsk! Tsk! Records
- TSOP Records
- TSR Records
- Tuff Gong
- Tug Records
- Tumi Music
- Tumult Records
- Tunnel Records
- Tutl
- TVT Records
- Twentythree Records
- Twin/Tone Records
- Twisted Nerve Records
- Twisted Records (UK)
- Twisted Records (US)
- Tyscot Records
- Tzadik Records

## U
- Ubiquity Records
- Ugly Man Records
- Ugly Nephew Records
- UHD&C Record Company
- UK Records
- Ultimae Records
- The Ultimate Group
- Ultra Records
- Umami Records
- UMTV
- Unable Records
- Unart Records
- Uncensored Records
- Uncle Howie Records
- Unda K9 Records
- Undergroove Records
- Underground Operations
- Underground Resistance
- UNESCO Collection
- Unholy Records
- Uni Records
- Unicorn-Kanchana
- Unidisc Music Inc.
- UNFD
- Unicorn Digital
- Union City Recordings
- Union Label Group
- Unique Leader Records
- United Artists Records
- United Records (1910s)
- United Records
- United Telefilm Records
- Universal Classics Group
- Universal Edition
- Universal Motown Records Group
- Universal Music Group
- Universal Music Latin Entertainment
- Universal Records
- Universal South Records
- University Recording Company
- Univision Music Group
- Unlockedgroove
- Unmatched Brutality Records
- Unstable Ape Records
- Up Above Records
- Up Records
- UpFront Records
- Uppity Cracker
- Uprising Records
- Uprok Records
- Upsetter Records
- Upside Records
- Uptown Records
- Urban Jungle
- Urban Records
- UrbanTone Records
- Urban Takeover
- URBNET Records
- URBR
- Urgent! Records
- Urinine Records
- US Records
- Utopia Records
- UTP Records
- UZI Suicide

## V
- V-Disc
- V.I.P. Records
- V Recordings
- V2 Records
- Vagrant Records
- Valcour Records
- Valiant Records
- Valley Entertainment
- Valley Records
- Valve Records
- Van Dyke Records
- Van Richter Records
- Vandit
- Vanguard Records
- VAP (Video & Audio Project)
- Varèse-Sarabande Records
- VAWS (Verlag und Agentur Werner Symanek)
- VDE-Gallo Records
- V E Records
- VEB Deutsche Schallplatten
- Vee-Jay Records
- Velour Recordings
- Velvet Blue Music
- Velvet Tone Records
- Vena Records
- Vendetta Records
- Vendlus Records
- Verity Records
- Vermin Scum
- Vertigo Records
- Verve Records
- Very GOOD Beats
- Very Small Records
- VI Music
- Vicious Vinyl
- Vicor Music Corporation
- Victoria Records (1952)
- Victoria Records (2000)
- Victory Records
- ViK. Recordings
- Villar Records
- Vim Records
- Vinyl Solution
- Violence Recordings
- The Viper Label
- Virgin Records
- Virgin Schallplatten
- Virt Records
- Virus Recordings
- V.I.S.A.
- Visible Noise
- Vision Quest Records
- Vitamin Records
- Viva Records
- Viva Records (Filipine)
- Vocalion Records
- Vogue Records
- Voiceprint Records
- Voices of Wonder
- Voidstar Productions
- Volcano Entertainment
- Volcom Entertainment
- Volition Records
- Volt Records
- Vox Records
- Vox Records (Germany)
- VP Records
- V/Vm Test Records

## W
- Wabana Records
- Wackies
- Waerloga Records
- Wake Me Up Music
- Waldorf Music Hall Records
- Wall of Sound
- Wallis Original Records
- Walt Disney Records
- Wand Records
- Wanker Records
- War Office Propaganda
- Warcon Enterprises
- Warm Records
- Warm Fuzz Records
- Warner-Spector Records
- Warner Alliance
- Warner Bros.-Seven Arts
- Warner Bros. Records
- Warner Curb Records
- Warner Music Australasia
- Warner Music Canada
- Warp Records
- Warrior Records
- Warwick Records (United Kingdom)
- Water Lily Acoustics
- Water Music Records
- Waterbug Records
- Waterfront Records
- WAU! Mr. Modo Recordings
- Wave Music
- Wax Trax! Records
- Waxploitation Records
- WayOutWest Records
- We Put Out Records
- We The Best Music
- Weathermaker Music
- Web Entertainment
- Wedge Records
- Weed Records
- Weewerk
- Welk Music Group
- De Werf
- WERGO
- Werk Discs
- West Craft Records
- Westbound Records
- Westpark Music
- Westport Records
- Westside Records
- WGNS Recordings
- What Have You Records
- What Records
- What? Records
- Whirlin' Disc Records
- Whitehaus Family Record
- White Noise Records
- White Pine Music
- White Whale Records
- Whitfield Records
- Why Not Records
- Wichita Recordings
- Widerstand Records
- Wiiija
- Wilbury Records
- Wild Pitch Records
- Wild Rags
- Wildplum Recordings
- Wildside Records
- Wildstar Records
- Willowtip Records
- Wind Music (record label)
- Wind-Up Records
- Windfall Records
- Windham Hill Records
- Wing Records
- The Winner Records
- Winter & Winter
- Witches Brew
- WM Recordings
- WMOT Records
- Wooden Nickel Records
- Woodrich Records
- Woodworm Records
- Word Records
- Wordclock Records
- Work Records
- Workerbee Records
- Workshop Jazz Records
- World Live Music & Distribution
- World Circuit
- World Domination Recordings
- World IN Sound
- World Record Club
- World Serpent Distribution
- Wounded Bird Records
- WOW Music
- Wrasse Records
- WTII Records
- WWE Records
- Wynona Records
- WY Records

## X
- Xanadu Records
- Xemu Records
- Xenophile Records
- XIII Bis Records
- XL Recordings
- Xpressway
- Xtra Mile Recordings
- Xtreem Music
- XYZ Records

## Y
- Y Records
- Yambo Records
- Yazoo Records
- YB Music
- Yellow Tail Records
- Yellow Van Records
- Yep Roc Records
- Yer Bird Records
- YG Entertainment
- Yoshitoshi Records
- Young God Records
- Young Money Entertainment
- Yuletide Records

## Z
- Zarjazz
- ZE Records
- Zebra Records
- Zell's Records
- Zéro Musique
- Zonophone Records
- Zoo Entertainment
- Zone 4
- ZTT Records
- Zunior
- ZYX Music